# Дело (новине)
Дело су националне дневне новине у Словенији. Више од 60 година Дело се бави активном кокреацијом словеначког јавног простора. Покрива политику, економију, спорт, културу и друштвена дешавања на словеначком језику. Поред Словеније, лист је доступан у неколико хрватских градова и у Београду. Седиште је у Љубљани.

## Историја
Дело је први пут изашло 1. маја 1959. када су новине Људска правица, које су излазиле од 1934. и Словенски порочевалец, основане 1938., оба листа Комунистичке партије Словеније, спојена.
Међу главним уредницима нашли су се Душан Бенко, Даријан Кошир, Петер Јанчич и Урош Урбас.

## Профил
Дело у широком формату издаје медијска кућа Дело у чијем је власништву и лист Словенске новице. Нуди садржај у штампаном облику, као и на веб платформама. Објављује мешавину различитих медија, као што су таблоид Словенске новице, двомесечни културни лист Погледи и разне додатке.
Дело је до 2008. објавило седам регионалних издања и од тада је објавило само једно национално издање.

## Тираж
Тираж Дела је 2003. износио 90.000 примерака  Његов тираж 2007. био је 77.000 примерака, што га чини другим најчитанијим дневним листом у земљи. Било је 46.726 примерака у периоду јул–септембар 2011.

## Додаци
Дело има следеће додатке:
- Она, женски додатак (уторком)
- Дело ин дом, о одржавању домаћинства ( средом, сваких 14 дана)
- Полет, о рекреацији и слободном времену (сваког другог четвртка у месецу)
- Викенд, ТВ водич са додатним забавним вестима (петак)
- Свет капитала, о финансијама, бизнису, економији (петак)
- Соботна прилога, недељни додатак са коментарима, анализама и прилогом о актуелним догађајима (суботом)
- Одпрта кухиња, водич за храну (недељом)
- Супер 50, месечни додатак за особе старије од 50 година (сваког првог понедељка у месецу)

Дело објављује посебно недељно издање Недело, у мањем и укориченом (хефтаном) формату.
Дело од 2009. петком објављује интернационални недељник Њујорк тајмс. Овај додатак на осам страница покрива чланке на енглеском из The New York Times-а.

## Дигиталне платформе
Дело своје садржаје објављује на свом сајту www.delo.si и веб платформ.
Према месечној метрици посета веб сајту, веб страница листа је била 17. најпосећенија веб страница (од 107 измерених) у Словенији у мају 2012.
Медијска кућа Дело има и следеће сајтове:
- www.Slovenskenovice.si
- www.Onaplus.si
- www.Svetkapitala.si
- www.Polet.si
- www.Deloindom.si
- www.Mična.si
- www.Odprtakuhinja.si
- Gostilne.delo.si Архивирано на веб-сајту  (7. март 2022)
- Smucisca.delo.si
- www.Vandraj.si